# Dukelské náměstí (Hustopeče)
Dukelské náměstí je hlavní historické náměstí města Hustopeče. Svažitému náměstí dominuje Kostel svatého Václava a svaté Anežky České a na protější severní straně novorenesanční radnice, k níž zprava přiléhá empírová, původně renesanční budova bývalé radnice. V prostoru je umístěn při horní východní straně Sloup Nejsvětější Trojice a při dolní západní straně kašna zvaná „Žumberák“.
Z náměstí vybíhají na sever dvě ulice: ze severozápadního rohu Husova (dříve Služební) a ze severovýchodního rohu Mrštíkova (dříve Dolní Panská). Na protějším, jihovýchodním rohu navazuje na Mrštíkovu ulici jižním směrem ulice Smetanova (dříve Horní Panská). Společně s ulicí Šafaříkovou (dříve Kovářskou) tvořily kdysi vnitřní město, obehnané hradbami. Východněji, souběžně s Mrštíkovou a Smetanovou ulicí probíhá ulice Na Hradbách („na Turhandlech“), v níž se zachovaly zbytky hradeb.

## Významné stavby
- Novorenesanční radnice – současné sídlo Městského úřadu Hustopeče, vystavěna v letech 1905–1906[2]
- Bývalá radnice – původně renesanční, později empírově přestavěná budova bývalého soudu z konce 18. století, původně náležející rodu Lichtenštejnů[1]
- Kostel svatého Václava a svaté Anežky České – novodobá stavba z 90. let 20. století zbudovaná na místě starého kostela, strženého v roce 1962[2]
- Dům U Synků, č.p. 94 – nejzachovalejší původní měšťanský dům, s arkýřem na čelní fasádě a valenou klenbou v přízemí,[2] dříve sídlo představitelů kláštera Králové na Starém Brně,[1] nyní sídlo Městského muzea a galerie i Turistického informačního centra[2]
- Spořitelna – dům č.p. 123, v jehož místech stával renesanční dům z roku 1600, sídlo hustopečského horenského soudu, jenž rozhodoval spory o vinice. Julius Aschkenes dům odprodal Rolnické záložně, která jej přestavěla v moderní budovu, později sídlo Státní spořitelny[1] a nyní České spořitelny.
- Dům č.p. 101 – dům s letopočtem 1579, v němž údajně 2 dny před bitvou u Slavkova přenocoval císař Napoleon.[1] I přes stavební úpravy zůstala v interiéru a dvorním traktu zachovaná původní klenba a arkády. V 70. letech 20. století prodejna skla a porcelánu,[1] k obchodním účelům slouží dosud.
- Dům č.p. 95 – dům s letopočty 1603 a 1637 se zachovalým renesančním rázem a arkádami ve dvoře[1]
- Dům č.p. 77 – původní sídlo berního úřadu a dalších institucí, později pošty,[1] nyní některých odborů městského úřadu či Centra volného času Hustopeče
- Sloup Nejsvětější Trojice – morový sloup se sousoším Nejsvětější Trojice z roku 1736[2]
- Kašna s Tritonem přezdívaná „Žumberák“ – roubená stavba z tesaného kamene pocházející z roku 1595,[1] jeden z mála někdejších zdrojů pitné vody ve městě.[2] Její dominantou je socha římského bůžka Tritona s džbánem na ramenou a v obklopení čtyř delfínů. Pod delfíny jsou znatelné čtyři erby, z nichž jeden patří městu Hustopeče.[2][1]